# Chaetolimon
Chaetolimon es un género de pequeñas plantas perteneciente a la familia  Plumbaginaceae.  Comprende 5 especies descritas y de estas, solo 3 aceptadas.

## Taxonomía
El género fue descrito por  (Bunge) Lincz. y publicado en Trudy Tadzikistanskoi Bazy 8: 586. 1940.    La especie tipo es Chaetolimon sogdianum Lincz.

## Especies aceptadas
A continuación se brinda un listado de las especies del género Chaetolimon aceptadas hasta abril de 2015, ordenadas alfabéticamente. Para cada una se indica el nombre binomial seguido del autor, abreviado según las convenciones y usos.
- Chaetolimon limbatum Lincz.
- Chaetolimon setiferum (Bunge) Lincz.
- Chaetolimon sogdianum Lincz.